# Thurstan
Thurstan (ur. ok. 1070, zm. 6 lutego 1140) – arcybiskup Yorku. Był synem księdza. Zanim został wybrany arcybiskupem Yorku pozostał w służbie angielskich królów Wilhelma II Rudego i Henryka I Beauclerca. W 1114 został wybrany arcybiskupem, ale został konsekrowany dopiero pięć lat później. Przez ten okres walczył o prymat nad angielskim Kościołem z arcybiskupem Canterbury. Ostatecznie został konsekrowany przez papieża i powrócił do Anglii. Jako ustanowił dwa nowe biskupstwa na terenie swojej archidiecezji. Po śmierci Henryka I popierał jego siostrzeńca Stefana z Blois. Zasłużył się jako obrońca północnych terenów Anglii w czasie inwazji szkockiej. Dowodził wówczas wojskami angielskimi w tzw. „bitwie sztandarów”. Krótko przed śmiercią zrezygnował z godności arcybiskupa i przywdział mnisi habit.

## Losy do nominacji na arcybiskupa Yorku
Thurstan był synem Angera (Augera, Ansgara), kanonika przy katedrze św. Pawła w Canterbury, posiadającego prebendę w Cantlers, i Popeliny. Jego bratem był Audoen, późniejszy biskup Évreux.
Thurstan urodził się około 1070 w Bessin w Normandii. Kiedy przed 1104 jego ojciec otrzymał prebendę Cantlers od Maurycego, arcybiskupa Le Mans, cała rodzina przeniosła się do Anglii.
Pierwszym szczeblem w karierze Thurstana była prebenda w Consumpta w diecezji londyńskiej. Był też urzędnikiem kolejnych angielskich królów – Wilhelma II Rudego i Henryka I Beauclerca. W tym czasie odwiedził opactwo w Cluny, gdzie ślubował, że zostanie kiedyś mnichem. W sierpniu 1114, dzięki poparciu Henryka I, został wybrany arcybiskupem Yorku. W grudniu 1114 został diakonem, a 6 czerwca 1115 został wyświęcony na księdza przez Ranulfa Flambarda, biskupa Durham.

## Spór o konsekrację
Ralph d'Escures, arcybiskup Canterbury, nie zgodził się konsekrować Thurstana, dopóki ten nie uzna jego zwierzchności. Był to element, toczącego się od 1070, sporu o to, czy arcybiskupstwo Yorku podlega Canterbury. Thurstan odrzucił żądania metropolity Canterbury. Jednocześnie zwrócił się z prośbą do Henryka I o zgodę na podróż do papieża Paschalisa II. Król odmówił, ale papież tak czy tak zajął stanowisko w sporze, opowiadając się po stronie Thurstana. W 1116 na synodzie w Salisbury Henryk I zobowiązał arcybiskupa-elekta do uznania zwierzchnictwa Canterbury. W odpowiedzi Thurstan zrezygnował z godności arcybiskupa. Tymczasem do Anglii dotarły listy papieża Paschalisa II (m.in. do Ralpha d'Escures), w których papież stanowczo domagał się konsekracja Thurstana. W takiej sytuacji nad rezygnacją tego ostatniego z arcybiskupstwa Yorku przeszło się do porządku dziennego.
W ciągu trzech kolejnych lat nowi papieża, Galezy II i Kalikst II popierali stanowisko Thurstana. W efekcie, 19 października 1119 w Reims, arcybiskup Yorku został konsekrowany przez Kaliksta II. Nastąpiło to mimo wcześniejszych zapewnień papieża, że nie uczyni tego bez zgody króla. W odpowiedzi Henryk I nie zgodził się na powrót Thurstana do Anglii. W takiej sytuacji ten przez pewien czas pozostał na kontynencie, podróżując po Francji w otoczeniu papieża. Odwiedził m.in. Adelę, hrabinę Blois i siostrę Henryka I. W tym czasie Kalikst II wydał dwie bulle: w pierwszej uwalniał ostatecznie York spod zwierzchnictwa Canterbury, w drugiej domagał się od Henryka zgody na powrót Thurstana do Yorku. W przeciwnym razie groził rzuceniem interdyktu na Anglię. Wreszcie, dzięki namowom wpływowych przyjaciół Thurstana (m.in. Adeli), Henryk I zmienił zdanie, a nawet spotkał się z Thurstanem w Normandii. W okresie Wielkanocy 1120 arcybiskup Yorku towarzyszył Adeli, która zdecydowała się porzucić świeckie życie i wstąpiła do klasztoru Marcigny. Na początku 1121 wrócił do Anglii.

## Arcybiskup
Jedną z przyczyn słabości archidiecezji Yorku był brak sufraganii. Thurstan rozwiązał ten problem, reaktywując w 1125 biskupstwo w Galloway albo w Whithorn. Działał przypuszczalnie w porozumieniu z Fergusem z Galloway, władcą tych terenów. Pierwszym biskupem odrodzonej diecezji został Gille Aldan. Działanie Thurstana spotkało się z gniewną reakcją Wimunda, biskupa Isles, któremu dotychczas podlegał obszar Galloway, lecz jego protesty nie przyniosły żadnych rezultatów. Liczba sufraganii świadczyła o prestiżu arcybiskupstwa. W 1133 Thurstan uzyskał papieską zgodę na założenie kolejnej diecezji – tym razem w Carlisle. Na jej pierwszego biskupa konsekrował Ethelwolda.
Thurstan nie uznał zwierzchnictwa nowego arcybiskupa Canterbury, Williama de Corbeil. Nie wziął też udziału w jego konsekracji w lutym 1123. Obaj hierarchowie przedstawiali swoje pretensje papieżowi Honoriuszowi II. Ten w 1125 rozstrzygnął spór na rzecz Yorku. Na decyzji papieża zaważył fakt, że dokumenty, mające popierać racje Canterbury, zaginęły.
Po śmierci Henryka I w 1135 opowiedział się za siostrzeńcem zmarłego, Stefanem z Blois. W 1138 negocjował warunku rozejmu między Anglią a Szkocją, podpisanego w Roxburgh. 22 sierpnia tego roku dowodził angielskim wojskie w bitwie pod Northallerton stoczonej ze Szkotami, którzy popierali pretensje Matyldy do angielskiego tronu.
21 stycznia 1140 Thurstan zrezygnował z godności arcybiskupa i wstąpił do klasztoru w Pontefract, gdzie zmarł kilkanaście dni później, 6 lutego. Został pochowany w kościele w Pontefract.